# 大林镇 (南充市)
大林镇，是中华人民共和国四川省南充市顺庆区曾经下辖的一个镇。2019年9月，撤销大林镇，将其所属行政区域划归金台镇管辖。

## 行政区划
大林镇撤销前下辖以下地区：
大林寺村、饶家墙村、石岭村、南田寺村、油房村、昌宫村、文家沟村、石马嘴村和李家坝村。